# 德島縣知事列表
德島縣知事列表

## 官選知事
| 任   | 姓名       | 任期                            | 出身地   | 備考                 |
| ---- | ---------- | ------------------------------- | -------- | -------------------- |
| 初   | 井上高格   | 1871年 - 1873年                 | 德島縣   |                      |
| 2    | 林茂平     | 1873年 - 1873年                 | 高知縣   |                      |
| 3    | 久保断三   | 1873年 - 1874年                 | 山口縣   |                      |
| 4    | 古賀定雄   | 1874年 - 1875年                 | 佐賀縣   |                      |
| 5    | 富岡敬明   | 1875年 - 1876年                 | 佐賀縣   |                      |
| 6    | 小池国武   | 1876年 - 1879年                 | 長野縣   |                      |
| 7-8  | 北垣国道   | 1879年6月7日 - 1880年12月27日   | 兵庫縣   | 縣令                 |
| 9-10 | 酒井明     | 1880年12月27日 - 1889年12月26日 | 愛知縣   | 縣令、知事:1886.7.19 |
| 11   | 櫻井勉     | 1889年12月26日 - 1891年7月10日  | 兵庫縣   |                      |
| 12   | 關義臣     | 1891年7月10日 - 1893年3月18日   | 福井縣   |                      |
| 13   | 村上義雄   | 1893年3月18日 - 1896年8月12日   | 愛知縣   |                      |
| 14   | 山縣伊三郎 | 1896年8月12日 - 1899年2月21日   | 山口縣   |                      |
| 15   | 李家裕二   | 1899年2月21日 - 1900年4月27日   | 山口縣   |                      |
| 16   | 有田義資   | 1900年4月27日 - 1900年10月25日  | 佐賀縣   |                      |
| 17   | 小倉久     | 1900年10月25日 - 1902年2月8日   | 東京都   |                      |
| 18   | 龜井英三郎 | 1902年2月8日 - 1904年1月25日    | 熊本縣   |                      |
| 19   | 床次竹二郎 | 1904年1月25日 - 1905年12月31日  | 鹿兒島縣 |                      |
| 20   | 岩男三郎   | 1905年12月31日 - 1906年7月28日  | 熊本縣   |                      |
| 21   | 谷口留五郎 | 1906年7月28日 - 1908年7月20日   | 奈良縣   |                      |
| 22   | 渡邊勝三郎 | 1908年7月20日 - 1914年4月28日   | 岡山縣   |                      |
| 23   | 秦豐助     | 1914年4月28日 - 1915年1月8日    | 東京都   |                      |
| 24   | 龜山理平太 | 1915年1月8日 - 1915年3月5日     | 岡山縣   |                      |
| 25   | 末松偕一郎 | 1915年3月5日 - 1917年9月26日    | 福岡縣   |                      |
| 26   | 三宅源之助 | 1917年9月26日 - 1919年4月18日   | 香川縣   |                      |
| 27   | 大津麟平   | 1919年4月18日 - 1921年5月27日   | 熊本縣   |                      |
| 28   | 川越壮介   | 1921年5月27日 - 1924年6月24日   | 鹿兒島縣 |                      |
| 29   | 小幡豐治   | 1924年6月24日 - 1926年9月28日   | 千葉縣   |                      |
| 30   | 大野綠一郎 | 1926年9月28日 - 1927年5月17日   | 埼玉縣   |                      |
| 31   | 三邊長治   | 1927年5月17日 - 1928年5月25日   | 富山縣   |                      |
| 32   | 山下謙一   | 1928年5月25日 - 1929年7月5日    | 佐賀縣   |                      |
| 33   | 土居通次   | 1929年7月5日 - 1931年12月18日   | 北海道   |                      |
| 34   | 落合慶四郎 | 1931年12月18日 - 1933年6月23日  | 島根縣   |                      |
| 35   | 金森太郎   | 1933年6月23日 - 1934年10月30日  | 熊本縣   |                      |
| 36   | 戶塚九一郎 | 1934年10月30日 - 1936年6月12日  | 静岡縣   |                      |
| 37   | 清水良策   | 1936年6月12日 - 1939年9月5日    | 石川縣   |                      |
| 38   | 荒木義夫   | 1939年9月5日 - 1940年12月3日    | 兵庫縣   |                      |
| 39   | 中村四郎   | 1940年12月3日 - 1941年5月9日    | 鹿兒島縣 |                      |
| 40   | 辻山治平   | 1941年5月9日 - 1942年10月7日    | 岩手縣   |                      |
| 41   | 野田清武   | 1942年10月7日 - 1945年6月10日   | 佐賀縣   |                      |
| 42   | 岡田包義   | 1945年6月10日 - 1947年2月4日    | 岡山縣   |                      |
| 43   | 床次德二   | 1947年2月12日 - 1947年3月14日   | 鹿兒島縣 |                      |
| 44   | 佐藤勝也   | 1947年3月14日 - 1947年4月16日   | 福岡縣   |                      |

## 公選
- 阿部五郎：1947年4月16日～1951年4月1日
- 阿部邦一：1951年5月21日～1955年3月3日
- 原菊太郎：1955年4月25日～1965年9月15日
- 武市恭信：1965年10月9日～1981年10月4日
- 三木申三：1981年10月5日～1993年10月4日
- 圓藤壽穗：1993年10月4日～2002年4月27日
- 大田正：2002年4月28日～2003年3月30日
- 飯泉嘉門：2003年5月18日～2023年5月17日
- 後藤田正純：2023年5月18日～